# Grbavec (Sherlock Holmes)
Grbavec, izvirno The Adventure of the Crooked Man, je ena od 56 kratkih zgodb o Sherlocku Holmesu britanskega pisatelja sira Arthurja Conana Doyla. Gre za eno od 12 zgodb, ki so bile objavljene v zbirki Spomini Sherlocka Holmesa.

## Vsebina
Pozno nek večer pride Holmes na obisk k Watsonu in mu predoči primer, v katerega je v zadnjem času usmerjal svoje napore. Holmes ga tudi povabi, da postane priča zadnji stopnji njegove preiskave. Gre za primer polkovnika Jamesa Barclayja, stanujočega blizu vojaške baze v Aldershotu. Barclayja so namreč našli mrtvega, na prvi pogled gre za nasilno smrt in njegova žena Nancy postane glavna osumljenka.
Barclayjevi vojaški kameradi so bili zavoljo njegove smrti osupli. Vedno so namreč verjeli, da sta on in Nancy idealen par. Po dolgoletnem opazovanju so sicer prišli do ugotovitve, da je polkovnik Barclay malce bolj navezan na svojo ženo kot ona nanj. Njihovi pozornosti ni ušlo niti to, da je polkovnik včasih doživljal izbruhe globoke depresije in slabega razpoloženja brez pravega razloga.
Kot poročen oficir je polkovnik z ženo prebival v vili zunaj vojaške baze v Aldershotu in nek večer je Nancy odšla ven skupaj s sosedo, gospodično Morrison. Z doma sta odšli opravit nek opravek, povezan s cerkvijo. Nazaj sta se vrnila nedolgo zatem. Nancy je po vrnitvi šla v redko uporabljano jutranjo sobo in služkinji naročila, da ji prinese čaj, kar je bilo zanjo precej nenavadno. Potem ko je polkovnik slišal, da se je žena vrnila, se ji je tudi on pridružil v sobi. Vstopiti ga je videl kočijaž, to je bilo tudi zadnjič, ko so polkovnika videli živega.
Žaluzije v sobi so bile dvignjene, steklena vrata na trato pa so bila odprta. Ko je služkinja prinesla čaj, je preslišala prepir v nastajanju med Nancy in njenim možem. Služkinji je še posebej v spominu ostala beseda »David.« Služkinja je nato pripeljala še eno služkinjo ter kočijaža in za zaklenjenimi vrati jutranje sobe so skupaj prisluškovali prepiru. Nancy je bila zelo razvneta in je kričala, kakšen strahopetec je njen mož. Njegove besede so bile na drugi strani mehkejše in manj razločne. Nenadoma je polkovnik zavpil, sledil je pok in Nancy je zakričala.
Kočijaž je tedaj spoznal, da se je zgodilo nekaj strašnega in je skušal vlomiti skozi zaklenjena vrata, a mu ni uspelo. Spomnil se je zunanjih steklenih vrat in potekel okoli hiše, da bi iz trate vstopil v sobo. Tam je našel Nancy, ki je omedlela, in polkovnika, ki je  v mlaki svoje lastne krvi ležal mrtev. Kočijaž je poklical policijo in reševalce. Ugotovil je tudi, da ključa presenetljivo ni bilo v zaklenjenih vratih. Kasneje so v iskanju ključa podrobno preiskali sobo, vendar ključa nikjer niso našli.
V sobi so našli tudi nenavadno palici podobno orožje. Člani osebja, ki so že dostikrat videli polkovnikovo zbirko orožja, dotičnega orožja niso prepoznali.
Ko Holmes Watsona sooči s temi do sedaj zbranimi dejstvi, izjavi, da primer ni tako enostaven, kot se zdi na prvi pogled. Četudi ni iz sobe nihče od osebja slišal glasu od nikogar drugega kot od polkovnika in Nancy, je Holmes prepričan, da je moral biti v času polkovnikove smrti v sobi prisoten nek tretji človek. Ta naj bi jo tudi pobrisal s ključem. Odtod Holmes sklepa na odtise tega skrivnostneža, ki jih pričakuje na cesti, na trati in tudi v sobi sami. Še bolj pa vzbudi Holmesovo zanimanje to, kar naj bi ta skrivnostnež prinesel sabo. Holmes namreč odkrije živalske odtise s kratkimi čokatimi nogami, podobno kot pri podlasici ali hermelinu, le da je skrivnostna žival sodeč po dolžini korakov precej večja od obeh naštetih. Iz odtisov krempljev na zavesi Holmes izpelje, da mora biti iskana žival mesojed, saj se je v bližini zavese nahajala ptičja kletka.
Holmes je gotov, da ključ te uganke tiči pri gospodični Morrison, in ko jo naslednjega dne z Watsonom obišče, se njegov občutek izkaže za pravilnega. Gospodična Morrison o razlogu za prepir sprva ne ve nič, vendar ji nato Holmes pove, da Nancy verjetno čaka obtožnica umora. V luči okoliščin si tako premisli in prelomi obljubo, ki jo je usodnega dne dala Nancy.
Po odhodu sta Nancy in gdč. Morrison na ulici naletela na grbastega, deformiranega starca, ki je na hrbtu nosil leseno škatlo. Grbavec je prepoznal Nancy in ona njega. Nancy in grbavec sta bila trideset let prej znanca in Nancy je gospodično Morrison naprosila, da naj gre naprej in da jo bo kasneje dohitela, saj se mora pogovorita s tem moškim. Nancy se je h gospodični Morrison vrnila razjarjena in jo je prisilila v obljubo, da ne bo o tem srečanju nikomer povedala ničesar.
Ta preobrat je za potrebe Holmesove preiskave prelomen, saj v okolici ne more biti veliko ljudi, ki ustrezajo temu opisu. Holmes skrivnostneža naposled izsledi in ga identificira za Henryja Wooda. Z Watsonom ob strani ga tudi obišče, saj je Wood najel sobo v isti ulici, kot je srečal Nancy. Wood jima pojasni vse. Trideset let prej je služil v Indiji v istem regimentu kot polkovnik, ki je bil takrat po činu še narednik. Tako Wood kot Barclay sta se tedaj potegovala za Nancyjino roko in Wood v tistih časih še ni bil grbast in naj bi celo čedno izgledal. Ko je v Indiji izbruhnila vstaja sepojev, se je bil regiment prisiljen umakniti v oporišče, ki so ga  uporniki kmalu obkolili. Zaradi obleganja je regimentu začelo primanjkovati vode in potrebovali so prostovoljca, ki bi šel ven na bojišče in se skušal prebiti mimo uporniške linije ter pozvati na pomoč. Ta prostovoljec je bil Wood in Barclay, ki se je spoznal na področje, ga je poučil o najvarnejši poti. Ta pot je Wooda pripeljala naravnost v zasedo in s pomočjo slabega znanja jezika domačinov je ugotovil, da ga je Barclay izdal, da bi izločil tekmeca za Nancyjino roko. Wooda so večkrat mučili, zaradi česar je tudi utrpel deformacijo. Kasneje je dolgo časa prebil v suženjstvu in se potikal naokoli. Naposled se je priučil obrti čarodeja in se preživljal z nastopanjem in prikazovanjem trikov za občinstvo. Na stara leta si je zaželel vrnitve v rodno Anglijo, zato je poiskal vojake, da bi ga vojska prepeljala na otok. Doyle sicer v zgodbi namigne na to, da Woodu ni bilo več dolgo živeti in da je tudi zaradi tega želel nazaj v domovino. Zapis o rumenih očeh namigne na zlatenico ali hepatitis B, njegova potreba po toploti sredi poletnih dni pa je lahko simptom malarije.
Wood je tako povsem po naključju tistega usodnega večera srečal Nancy. Povedal ji je, kako so jo mučili, kar je bilo njej neznano, saj je vsa leta prebila v veri, da so ga uporniki zajeli in ubili. Wood je bil tudi prisoten pri prepiru, saj je skozi steklena vrata s trate vstopil v sobo. Ko je Wooda Barclay zagledal, ga je zadela kap. Woodova skrivnost je tako pricurljala na plano. Njegova prva misel je bila, da bi odklenil vrata in poiskal pomoč. Vendar ko je nezavestni Nancy odvzel ključ, je spoznal, da je bila z njegovega vidika situacija brezupna, zato se je raje odločil zbežati stran. Ker mu je v vsej napetosti iz škatle ušel mungo, ga je moral najprej še ujeti in ga dati nazaj v škatlo. V silnem razburjenju je tudi pozabil svojo palico in s seboj nesrečno odnesel ključ od jutranje sobe.
Policijska preiskava je do tedaj že oprostila krivdo z Nancyjinih pleč, saj so polkovnikovo smrt označili za nesrečo, torej kap. Tudi Wood je zatrdil, da je Barclay pod vplivom res padel vznak in se z glavo udaril, da pa je bil mrtev, še preden je padel na tla.
Ko Watsonu ni jasna še zadnja podrobnost tega primera - omemba Davida, ga Holmes pouči, da gre za biblijsko referenco. David je bil namreč kralj, ki je Batšebinega moža Urijo poslal na območje hudih bojev, da bi Urija zagotovo umrl, saj bi tako Batšeba pripadla njemu (Davidu). David je bil za ta greh s strani preroka Natana hudo kaznovan in je utrpel Božjo kazen. Za razliko od polkovnika, ki je bil kaznovan z lastno smrtjo je sicer Davidu umrl novorojeni sin.

## Komentar
»To je čisto enostavno, moj dragi Watson« (originalno »Elementary, my dear Watson«) je stavek, ki so ga v televizijskih in filmskih priredbah zgodb pogosto omenjali. V nasprotju s svojo priljubljenostjo pa Holmes stavka v opusu sira Arthurja Conana Doyla nikoli ne izreče. Še najbližje temu stavku pride prav v zgodbi Grbavec:
»Moja prednost je v tem, da poznam vaše navade, moj dragi Watson,« je dejal.
...
»Odlično!« sem vzkliknil.
»To je čisto enostavno,« je dejal.
Granada Television, ki je posnela televizijsko nanizanko, v kateri je vlogo Holmesa odigral Jeremy Brett, je stavek »To je čisto enostavno, moj dragi Watson« obrnila. Del nanizanke, posnet po zgodbi Grbavec, se zaključi tako, da Watson izpelje, da si je Holmes po vrnitvi iz Aldershota prebral svetopisemski odlomek. Ko Holmes Watsona vpraša, kako je vedel, mu ta odgovori: »To je čisto enostavno, moj dragi Holmes,« potem ko mu tudi razloži, kako je prišel do te ugotovitve.
Točen datum, v katero je ta zgodba postavljena, je neznan. Vendar, če je bila Nancy poročena trideset let in se je indijski upor sepojev zgodil leta 1857, se zdi, da se zgodba dogaja nekje po letu 1887. Povsem na začetku zgodbe pa Watson bralcu izda, da se je ta primer odvil poleti tik po njegovi poroki z Mary Morstan. Watson se je poročil leta 1888, torej je pravi datum dogajanja te zgodbe verjetno poletje 1888.
Televizijska različica od Granade TV z Jeremyjem Brettom je bila zvesta originalu - s to razliko, da Holmesu za manjkajoči ključ pove gospodinja in ne kočijaž. V televizijski različici so tudi namignili, da je večino zaslug za Barclayjevo hitro napredovanje po činih imel njegov zakon s hčerko zastavnika in ne sposobnost. Major Murphy je držal podoficirski čin, ko je bil Barclay narednik, in v času zgodbe je Murphy še vedno le major (začasno na čelu regimenta), medtem ko je bil Barclay polkovnik.